# Tema da Capadócia
O Tema da Capadócia (em grego: θέμα Καππαδοκίας), chamado também de Tema Capadócio, foi um tema (uma província civil-militar) bizantino que englobava a região sul da Capadócia a partir do século IX até o século XI. Originalmente uma turma do Tema Armeníaco, foi separado como um tema independente no século IX, sendo sua primeira menção como tal em 830. Devido sua localização nas rotas provenientes da Cilícia, foi alvo de inúmeros raides, com várias de suas cidades sendo sucessivamente saqueadas, incluindo sua capital Coron. Com as campanhas militares bizantinas contra os emires fronteiriços no século X, a ameaça ao tema rareou e a aristocracia local adquiriu poder e prestígio, vindo a ameaçar a autoridade imperial. No século XI, após a batalha de Manzicerta, a região foi tomada pelos turcos seljúcidas.

## Localização
O território do tema englobava a maior parte da antiga província romana de Capadócia Secunda e partes da Capadócia Prima. No início do século X, fazia fronteira a noroeste com o Tema Bucelário ao longo da linha ligando a margem do lago de Sal e Mocisso; ao norte, com o Tema Armeníaco e, posteriormente, Carsiano, cruzando o rio Hális e, para o noroeste, com Cesareia e a fortaleza de Rodento; ao sul, com os montes Tauro, com as terras do Califado Abássida e com a zona fronteiriça (al-Thughur) na Cilícia; finalmente, a leste, com o Tema Anatólico, através da Licônia de Heracleia Cibistra até o lago de Sal.

## História
Localizado imediatamente ao norte das Portas da Cilícia, a principal rota de invasão utilizada pelos árabes na Ásia Menor, a região da Capadócia sofreu muito com repetidos raides, com cidades e fortalezas repetidamente saqueadas e a zonal rural devastada e despopulada. As cidades de Tiana, Heracleia Cibistra e Faustinópolis foram todas arrasadas pelos árabes no início do século IX e, embora Cibistra tenha sido reconstruída, as populações das outras duas cidades fugiram para as fortalezas de Nigde e Lulo respectivamente.
Inicialmente, o Tema da Capadócia era uma turma (divisão) do Tema Anatólico. Para conter a ameaça árabe, foi separado como uma marca de fronteira (clisura) e, eventualmente, tornou-se tema. Aparece pela primeira vez como tal em 830. De acordo com os geógrafos muçulmanos ibne Cordadebe e ibne Alfaci, a província tinha diversas fortificações com mais de vinte cidades e fortalezas e uma guarnição de 4 000 soldados no século IX. O tema abrigava também três aplectos, grandes acampamentos que serviam como ponto de encontro para os exércitos temáticos durante uma campanha: Coloneia, Cesareia e Córrego Profundo (Bathys Ryax). Seu estratego, cuja capital era provavelmente a fortaleza de Coron (atual Çömlekçi), e, talvez, Tiana no período final, tinha um salário de dez quilos de ouro e geralmente tinha a posição de protoespatário, com uns poucos chegando à prestigiosa posição de patrício.

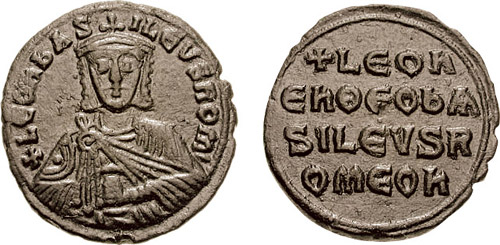
Fólis de r.

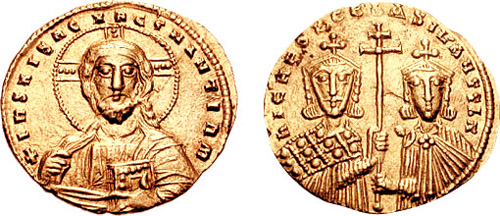
Histameno de r. e r.

Os raides árabes foram muito frequentes no século IX e uma invasão ocupou Lulo, uma das principais fortalezas guardando a saída setentrional das Portas da Cilícia, em 833-879. A partir da grande vitória bizantina na Batalha de Lalacão em 863 e a destruição do estado pauliciano em Tefrique em 872 (ou 878) a segurança da região melhorou consideravelmente, mas a área continuou sendo alvo dos árabes. Em 897, um raide saqueou até mesmo a capital, Coron. Sob o imperador bizantino Leão VI, o Sábio (r. 886–912), a parte oriental do território, o bando de Níssa, no qual estava Cesareia e também a turma de Case, foi cedida para o Tema de Carsiano. Em troca, o Tema da Capadócia foi ampliado para noroeste até a área do lago de Sal tomando partes dos Temas Anatólico e Bucelário, formando os sete bandos da nova turma de Comata.
A queda de Melitene em 934 e as conquistas de João Curcuas eliminaram de vez as ameaças mais imediatas ao tema. No século X, a região despopulada foi colonizada pelos armênios e cristãos sírios. A Capadócia como um todo se tornou uma importante base para a aristocracia militar anatólica - em particular das famílias Focas e Maleíno - cujas grandes propriedades, enorme riqueza e prestígio militar apresentavam um sério desafio ao governo imperial e levaram a sucessivas revoltas na segunda metade do século X. O poder dos magnatas só foi quebrado com o confisco de suas terras pelo imperador Basílio II Bulgaróctono (r. 976–1025).
Uma extensiva colonização armênia ocorreu na segunda metade do século XI e os primeiros raides dos turcos seljúcidas na região começaram por volta de 1050 e se intensificaram nas duas décadas seguintes. Após a Batalha de Manzicerta, a maior parte da região foi perdida para eles. Um "toparca da Capadócia e Choma", porém, aparece ainda em 1081, implicando ou um controle bizantino em partes da Capadócia ocidental ou simplesmente a sobrevivência do título.